# بلاگویه ویدینیچ
بلاگویه ویدینیچ (مقدونی: Благоја Видиниќ؛ ۱۱ ژوئن ۱۹۳۴ – ۲۹ دسامبر ۲۰۰۶) یک دروازه‌بان و مربی سابق فوتبال اهل یوگسلاوی بود.
وی سابقه ۸ بازی ملی برای تیم ملی فوتبال یوگسلاوی دارد، ویدینیچ همچنین سابقه سرمربی‌گری در تیم ملی فوتبال مراکش در جام جهانی فوتبال ۱۹۷۰ و در تیم ملی فوتبال زئیر (جمهوری کنگو فعلی) در جام جهانی فوتبال ۱۹۷۴ را در کارنامه دارد.